# Sindacato nazionale del crimine
Il sindacato nazionale del crimine (in lingua inglese National Crime Syndicate) è il nome attribuito dal giornalismo statunitense ad un'alleanza tra numerose figure di spicco della criminalità organizzata negli Stati Uniti, attiva nel periodo del proibizionismo e nel secondo dopoguerra per garantire gli affari illeciti del crimine organizzato italiano (Cosa nostra statunitense) ed ebraico (Sindacato ebraico).

## Origini
Le basi per la creazione di un "Sindacato nazionale del crimine" furono gettate nel maggio 1929 ad Atlantic City come risultato di una conferenza tra gangster italiani ed ebrei per la ricerca di una strategia per il coordinamento del contrabbando di alcolici. Nato da un'idea di Johnny Torrio, ad esso presero parte, oltre allo stesso Torrio e a Enoch «Nucky» Johnson, anfitrione dell'incontro: Lou Rothkopf e Moe Dalitz da Cleveland, Charles "King" Solomon da Boston, John Lazi da Kansas City, Joe Berstein e la sua gang da Detroit, Sam Lazar da Filadelfia, Al Capone e i suoi sodali Frank Nitti e Jack Guzik da Chicago, e Frank Costello, Charles "Lucky" Luciano, Joe Adonis e Louis Buchalter da New York.
Tuttavia nel 1931 Lucky Luciano fece assassinare il mafioso siciliano Salvatore Maranzano ed autorizzò gli altri boss siciliani a collaborare con gangster non-siciliani e non-italiani, dando vita a quello che sarebbe stato soprannominato «Sindacato nazionale del crimine», che agiva a New York e in altre città americane per controllare il contrabbando di alcolici e stupefacenti, la prostituzione, il gioco d'azzardo, i sindacati dei lavoratori e l'industria dell'abbigliamento; inoltre in quel periodo i mafiosi siculo-americani crearono un apposito organismo che aveva il compito di amministrare gli affari illeciti del «Sindacato» in tutta la nazione, denominato «Commissione», che era inizialmente formato dalle Cinque Famiglie di New York, dalla «Chicago Outfit» di Al Capone e dalla Famiglia di Buffalo del boss Stefano Magaddino.

## La Commissione Speciale Investigativa
A seguito della recrudescenza delle attività mafiose nel periodo post-seconda guerra mondiale, il 10 maggio 1950 il Senato decise di costituire lo Special Committee to Investigate Crime in Interstance Commerce mettendogli a capo il senatore Estes Kefauver, una provvisoria commissione istituzione incaricata di fare un rapporto sulle attività delle bande criminali negli Stati Uniti.
Dal rapporto consegnato al Senato l'anno seguente, dopo che il 1º maggio 1951 il Comitato Speciale cessò le proprie attività, si parlò per la prima volta del crimine come forma organizzata di attività delinquenziali sostenute da un "sindacato". Ciò che destò più scalpore dalle informazioni emerse dall'attività investigativa non fu la scoperta di un manipolo di mafiosi insospettabili al di sopra dei crimini commessi tra Chicago e New York, bensì il coinvolgimento in queste attività della classe dirigente: «Esiste negli Stati Uniti un sindacato della delinquenza ramificato in tutto il Paese [...] [che] è una coalizione organizzata su base molto elastica ma coesiva di "centri locali" autonomi che lavorano di comune accordo con reciproco vantaggio. Le sue attività sono controllate da una corrotta e cinica associazione di gangster, politicanti venali, e uomini d'affari e di legge. Non c'è un capo supremo [...] Tuttavia c'è un pugno di hoodlums la cui influenza - anche perché lavorano in stretta collaborazione - è grandissima».
Kefauver si riferì a tale organizzazione utilizzando il termine "mafia", pur tuttavia, nonostante le indagini, ancora sconosciuta per via della sua natura segreta e fortemente protetta: «Dietro le bande locali che formano l'insieme del sindacato nazionale della delinquenza c'è una misteriosa organizzazione criminale nota sotto il nome di Mafia».
La conclusione della Commissione era che il sindacato operasse sotto diversi aspetti per via dell'infiltrazione dei suoi affiliati nei più svariati settori della società americana (politica, economia legale, amministrazione, aziende manifatturiere, terziario), arrivando addirittura al finanziamento di campagne elettorali non solo a livello locale ma nazionale. L'amministrazione fiscale era l'unico settore nel quale il sindacato non era riuscito nel tentativo di infiltrazione.

## Realtà o mito?
La scomparsa del gruppo criminale rimane incerta così come le sue origini. Tra gli anni '30 e '40 il ciclo dell'apoteosi di violenza di bande come la Murder, Inc., considerata braccio armato del sindacato del crimine, andava concludendosi e con esso anche un periodo d'oro per gli affari della criminalità organizzata.
Gli ultimi esponenti delle associazioni malavitose italiane ed ebraiche furono soppiantati dalle nuove generazioni di mafiosi interessate ad altri tipi di affari (come il traffico di droga internazionale) piuttosto che al gioco d'azzardo e al contrabbando, e mentre alcuni abbandonarono la carriera criminale altri, come Lansky, preferirono unirsi ai nuovi gruppi mafiosi emergenti.
In Little Man del 1991, una biografia su Meyer Lansky, il giornalista Robert Lacey rileva dai suoi resoconti come nessun sindacato nazionale del crimine sia mai esistito, trattandosi piuttosto di un errore dovuto all'allora confusione tra Mafia e gruppi delinquenziali, essendo la prima ancora sconosciuta: «L'idea di un Sindacato Nazionale del Crimine è spesso confusa con la Mafia. Ma non sono la stessa cosa».